# TOCA Race Driver 2
ToCA Race Driver 2 lub Race Driver 2: The Ultimate Racing Simulator – czwarta odsłona serii realistycznych symulacji wyścigów samochodów sportowych.

## Rozgrywka
- W grze jest do wyboru tryb kariery[3].
- Wątek fabularny[2].
- 30 globalnych rodzajów mistrzostw samochodowych, m.in.: GT Sports Car Racing, Street Racing, Rally, DTM, V8 Supercars, Global GT Lights, Rally Cross, Formula Ford, Open Wheel Grand Prix i Classic Car Racing[2].
- 35 licencjonowanych pojazdów[2].
- 56 tras wyścigowych[2].
- Autentyczne trasy znane z oficjalnych mistrzostw[2].